# Gut Melaten

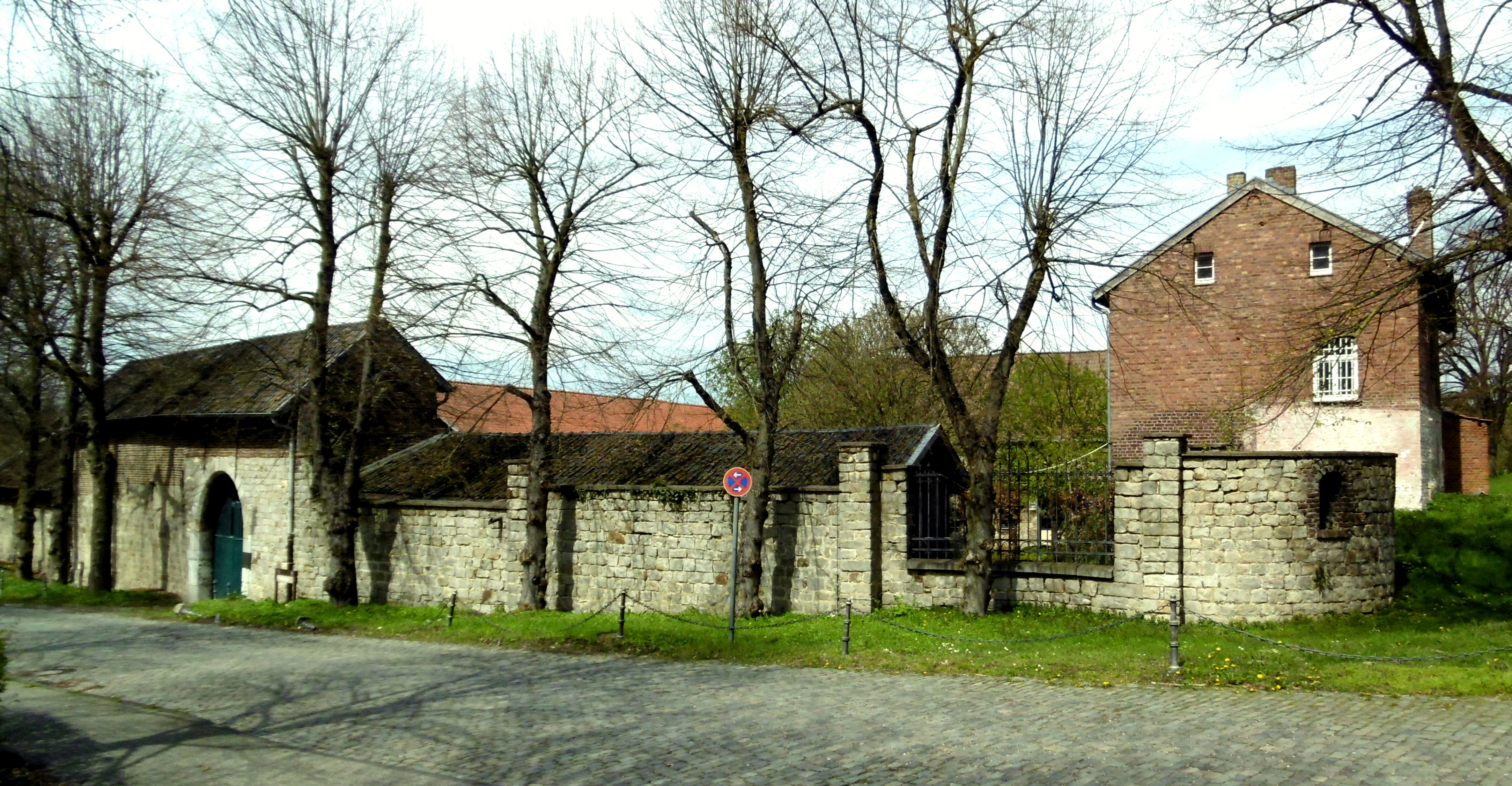
Gesamtansicht Gut Melaten, rechts die Apsis der ehemaligen Kapelle

Das Gut Melaten ist ein ehemaliger Gutshof in Aachen. Der Hof geht auf ein mittelalterliches Leprosorium zurück, welches an der nach Maastricht führenden Via Regia gegründet wurde. Es diente in der Zeit bis 1550 als Quarantänestation für Leprakranke und Aussätzige. Der Name leitet sich ab von mal'ladre, die „Krankheit des Lazarus“. Es ist auch als Aachener Aussätzigenhaus (Leprosorum Aquensis Leodiensis Diocesis) bekannt. Der Gutshof ist ein Baudenkmal, das Gelände ein geologisches und archäologisches Bodendenkmal der Stadt Aachen.

## Lage und Beschreibung

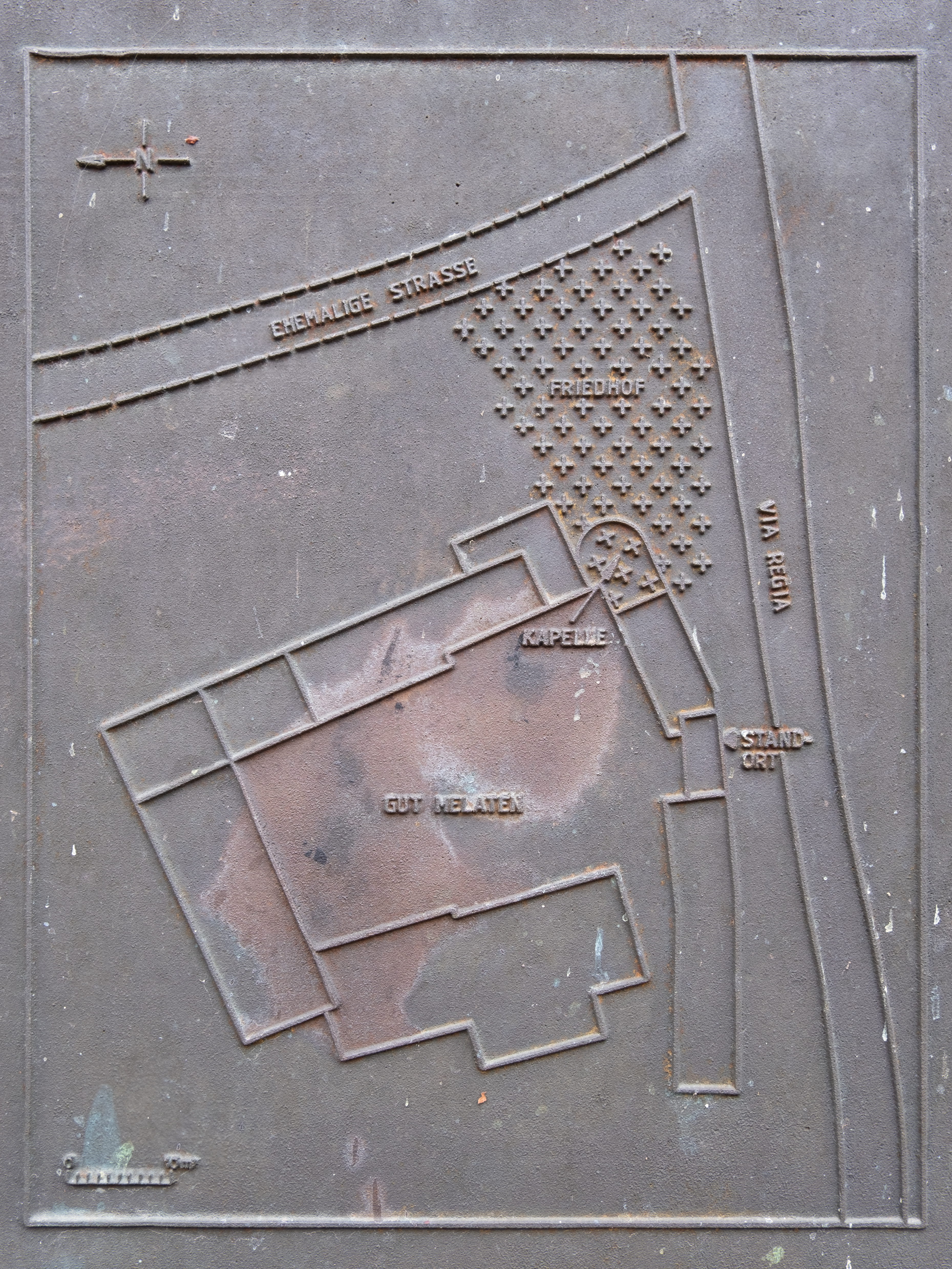
Informationstafel mit Lageplan

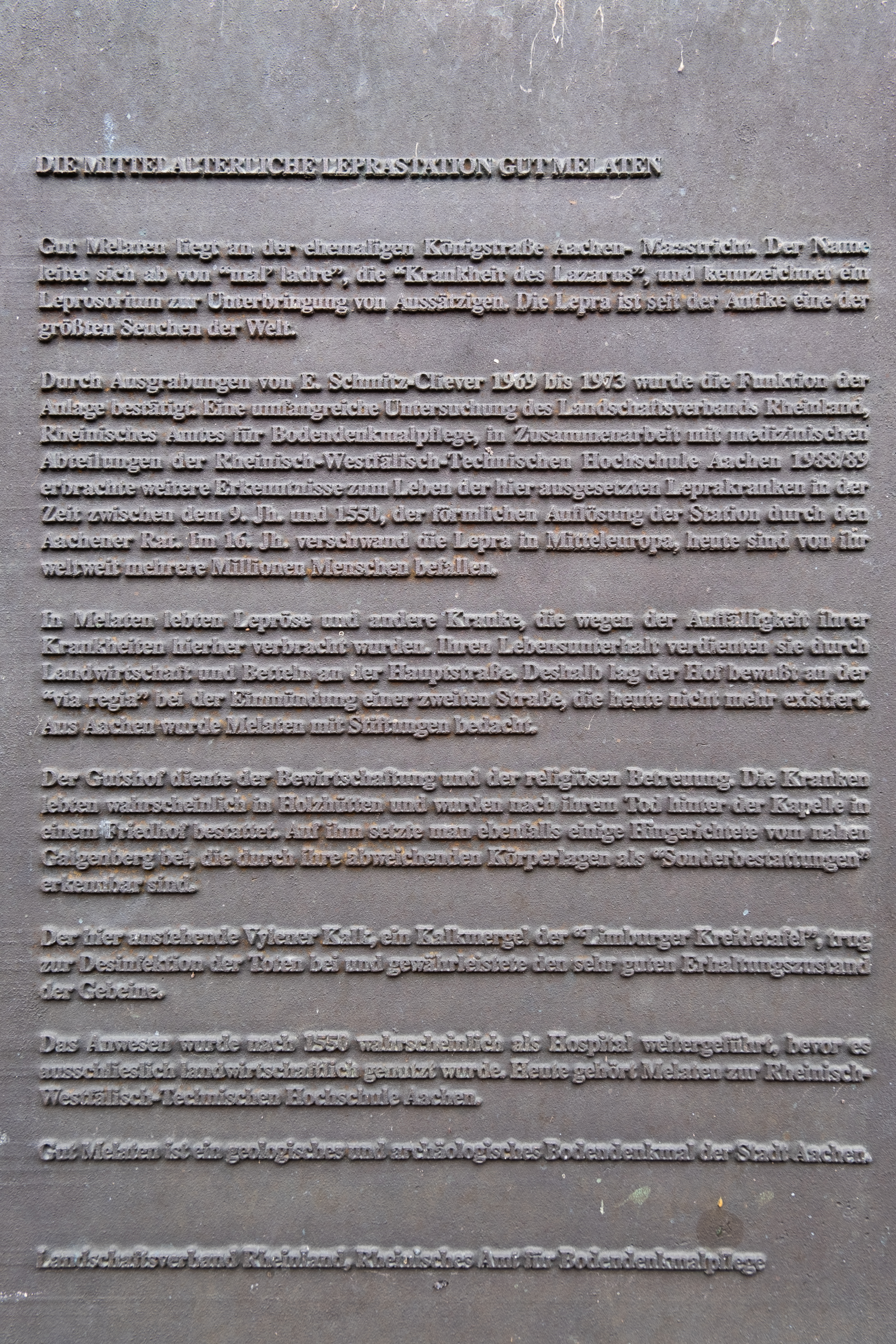
Informationstafel mit Angaben

Zugehörig zum Stadtbezirk Laurensberg und angrenzend zum Campus Melaten, liegt das namensgebende Gut Melaten in direkter Nähe zum Universitätsklinikum Aachen an der einstigen Via Regia, welche zwischen Aachen und Maastricht verlief (heute Schneebergweg). Heutzutage erhalten ist ein fast vollständig geschlossener Vierseithof mit umbauter Brunnenanlage, welcher seit circa 2013 in Nutzung und Besitz der Uniklinik Aachen ist.
An Baustruktur sind architektonisch stark abweichende Bestandteile der Gesamtanlage erkennbar, wie auch die Verwendung unterschiedlichster Materialien; so wurden Feldbrandsteine, Natursteine und moderne Ziegel nicht selten über die Zeit in einem Gebäudebestandteil verarbeitet. Im nördlichen Seitenabschnitt befindet sich eine modernisierte Scheune, welche in der jüngeren Vergangenheit für Veranstaltungen genutzt wurde.
Die Apsis der ehemaligen Kapelle (welche einst dem Hl. Quirinus gewidmet war) wurde nachträglich wieder auf den ursprünglichen Grundmauern errichtet, nachdem diese, aufgrund von Baufälligkeit, niedergelegt werden musste und beherbergt heute ein steinernes Kreuz zur Erinnerung.
Die heutige Lage des Hofkomplexes (zu dem auch in der Vergangenheit ein Weiher gehörte), die nur bedingten Abstand zu besiedelten Stadtfläche aufweist, liegt im Kontrast zum einstigen Planungsgedanken: Bewusst errichtete man die Anlage im Mittelalter vor den Toren der Stadt Aachen, da man eine Ansteckung der restlichen Bevölkerung durch die Leprakranken befürchtete. Durch die sich stets ausbreitende Siedlungsfläche ist dieses Merkmal heutzutage abhandengekommen.

## Geschichte

### Gründung als Leprosorium

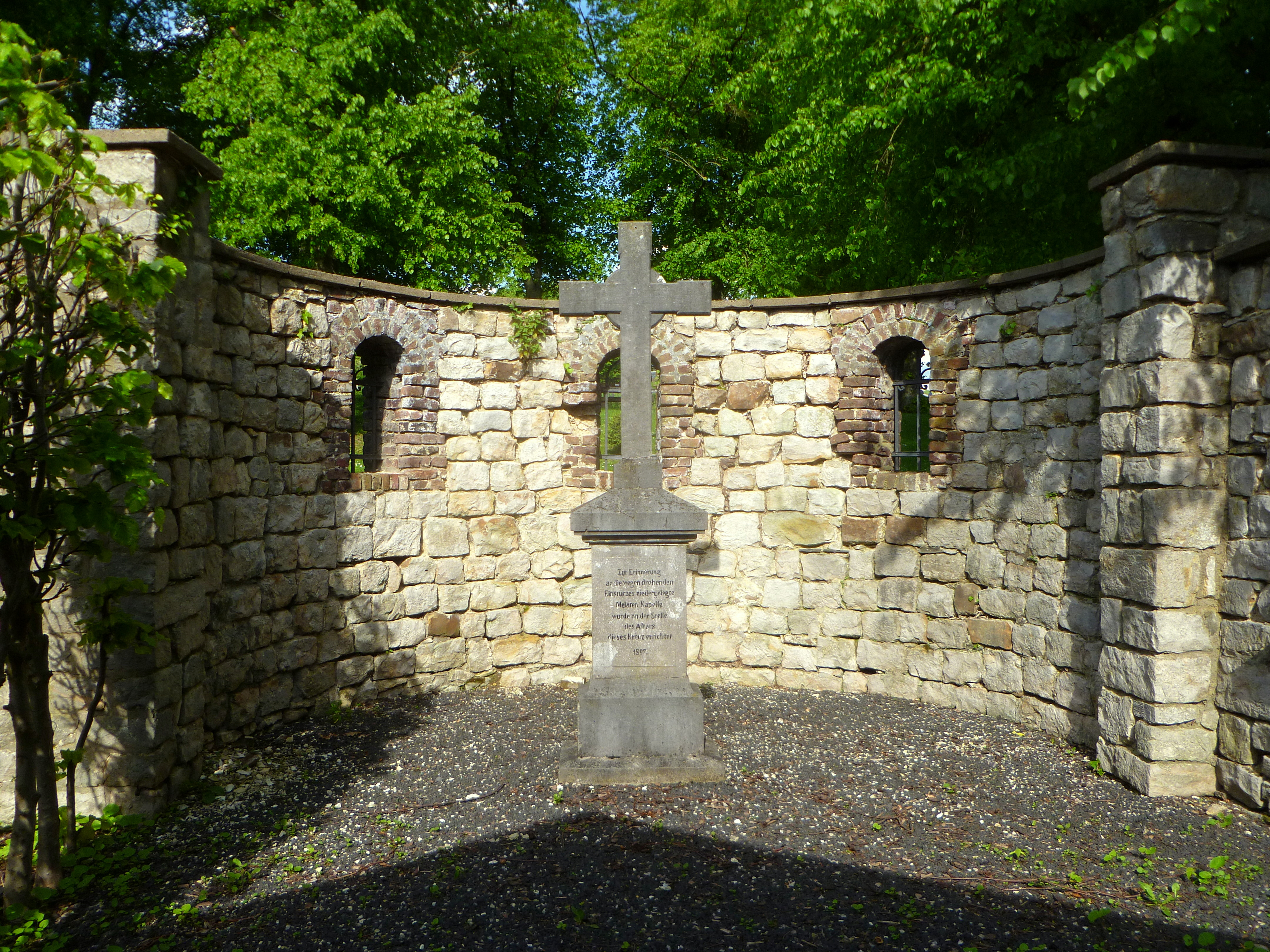
Apsis mit steinernem Gedenkkreuz

Gefördert durch die Beschlüsse des 3. Laterankonzils (Canon 23) von 1179 und der gestiegenen Bevölkerungszahlen der Epoche wurde die Errichtung von Leprosorien (als Isolations- und Wohnort für Erkrankte) angestoßen und bedeutete somit eine Abkehr von der vorherigen Praxis der vollständigen Ausstoßung aus der Rechts- und Sozialgemeinschaft; galt der Erkrankte zuvor als „tamquam mortuus“, gleichsam einem Toten, und war somit gezwungen als Feldsieche seinen Unterhalt auf sich allein gestellt zu bestreiten, schuf man nun eine Form der Versorgungseinrichtung.
Gleichsam angeregt von diesen Beschlüssen begann auch im Rheinland eine Gründungsphase von Leprosorien, durch welche auch die Schaffung von Gut Melaten ermöglicht wurde. So ist die erste Einquartierung am 10. Mai 1230 urkundlich belegt, wohingegen die Anlage selbst erst 1242 als „Haus der Leprösen vor der Stadt gelegen“ Erwähnung findet.
Gemäß der Beschlüsse sollte jedes Leprosorium über eine eigene Kapelle und einen eigenen Friedhof verfügen, was jedoch nur von wohlhabenderen Städten wie Aachen umgesetzt werden konnte und am Gut Melaten auch geschah. Die finanziell gute Versorgung des Leprosoriums Melaten wurde auch durch die Führung eines eigenen Siegels bezeugt, welches der Einrichtung eigenständige Rechtsgeschäfte ermöglichte.
Die mittelalterliche Leprastation gehörte zur Diözese Lüttich und unterstand somit auch dem Erzbischof zu Lüttich, jedoch erfolgte die eigentliche fürsorgliche Oberaufsicht durch den sogenannten Landdechant in Maastricht, wie auch später durch die Aachener Armenfürsorge.

#### Leben und Tod der Bewohner

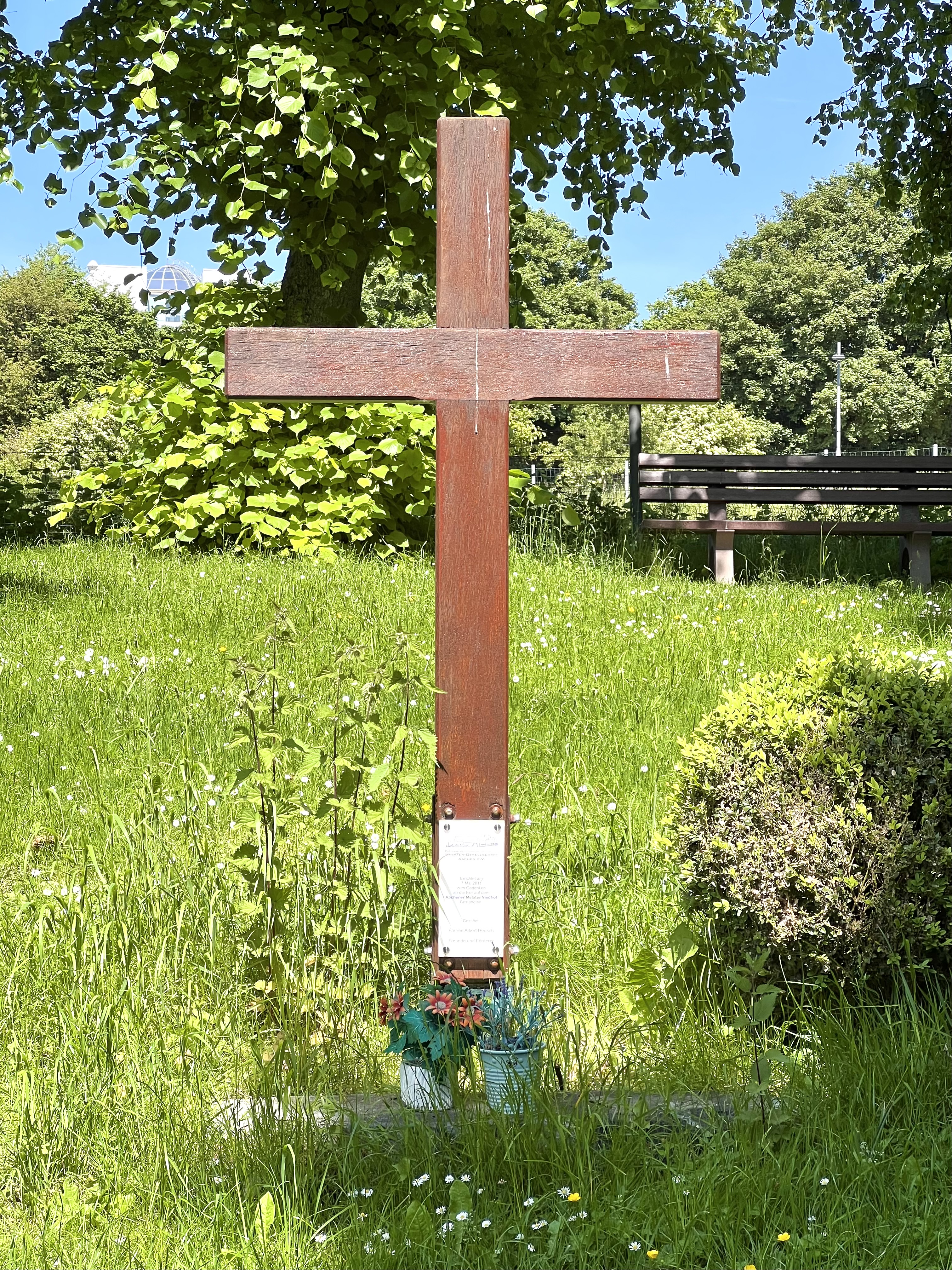
Gedenkkreuz für die Bestatteten

Hauptaufgaben des Hofes waren die Versorgung und religiöse Betreuung der Kranken; Lepröse und anderen Kranken, die auf dem Gutshof untergebracht waren, verdienten ihren Lebensunterhalt mit landwirtschaftlichen Arbeiten und durch Betteln an der Hauptstraße, weshalb Gut Melaten absichtlich an der Via Regia, der damaligen Königsstraße, erbaut wurde.
Nach dem Tod eines Bewohners, wurde die einfache Holzhütte, in der er zuvor lebte, abgerissen und die sterblichen Überreste hinter der zum Hof gehörigen Kapelle bestattet. Die Bestattungen wurden, gemäß der Vorgehensweise der Epoche, in West-Ost-Richtung durchgeführt; Der Kopf wurde in Richtung Westen und die Füße in Richtung Osten ausgerichtet, so dass das Gesicht des Toten in Richtung Osten (dem Ort der Auferstehung) blicken konnte.

### Umwidmung und Nutzung ab 1550
Man vermutet, dass der Gutshof nach dem Jahr 1550 weiterhin als Hospital geführt wurde, bevor er letztendlich gänzlich für die Landwirtschaft genutzt wurde.
Im Jahr 1557 wird erstmals ein Pächter des Gutshofs namentlich erwähnt. Nelles Ortmann und seine Hausfrau Anna bewirtschaften zu dieser Zeit den Hof. Am 23. Juli 1703 wurden auf Gut Melaten acht Pferde, sieben Kühe und ein Rind registriert.
Im Jahr 1787 wurde auf Gut Melaten die letzte bisher bekannte Bestattung durchgeführt. In Gedenken an die Bestatteten wurde von der Melaten-Gesellschaft und Förderern ein Kreuz gestiftet, das 2011 auf dem ehemaligen Gräberfeld außerhalb des Gutes errichtet wurde.
Am 28. Mai 1895 beschloss die Stadtverordnetenversammlung die „Niederlegung“ der baufälligen Kapelle Melaten. Noch im Juni wurde sie teilweise abgebrochen. Zum Ende des Jahres 1896 wurde die Kapelle endgültig bis zu den Fundamenten abgerissen. An sie erinnert ein Kreuz, das anstelle des vormaligen Altars errichtet wurde und die Inschrift trägt: „Zur Erinnerung an die wegen drohenden Einsturzes niedergelegte Melaten-Kapelle wurde an der Stelle des Altars dieses Kreuz errichtet. 1897“
In den 1950er Jahren bewirtschaftete ein Bauer Kappertz den Hof.

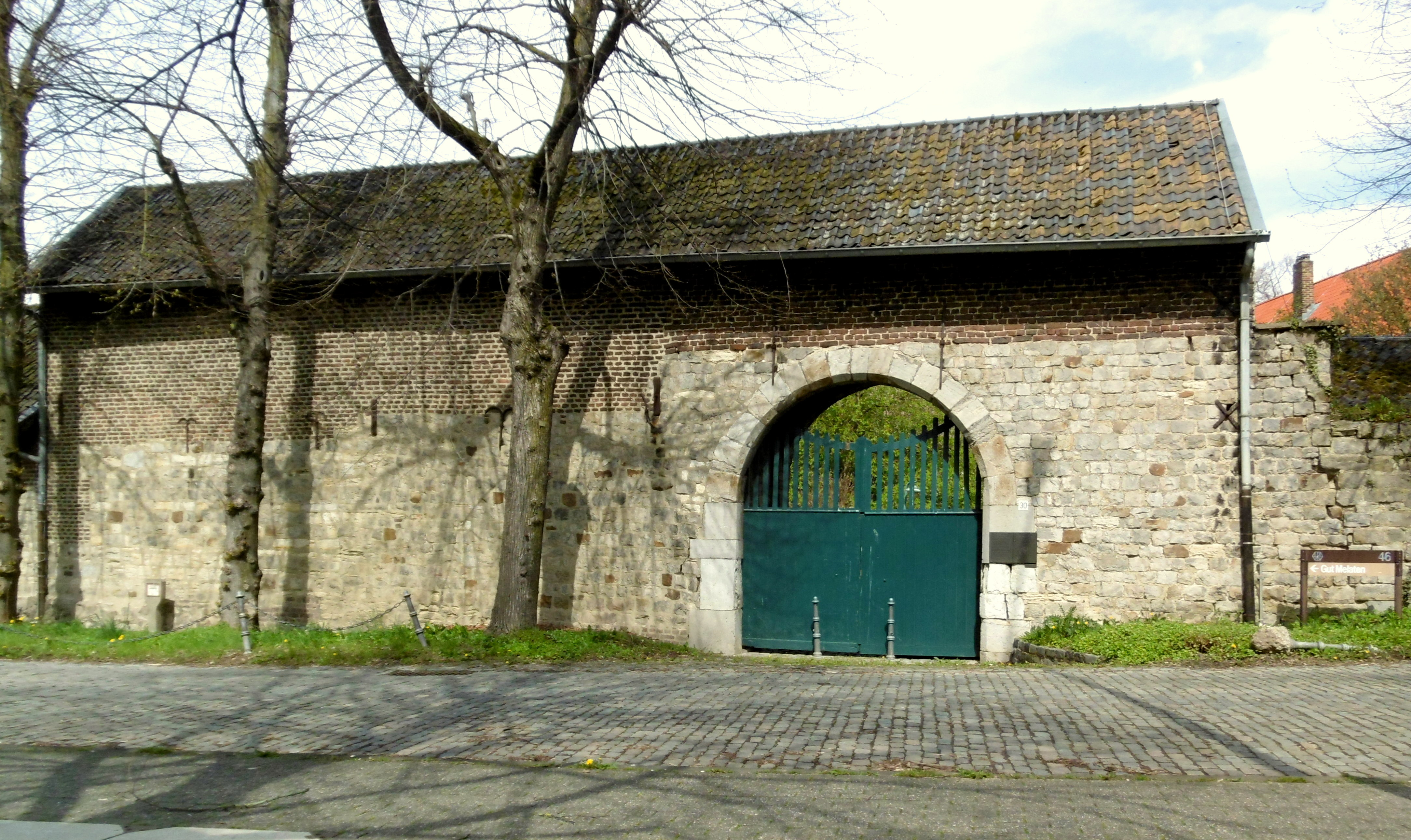
Heutiger Eingangsbereich
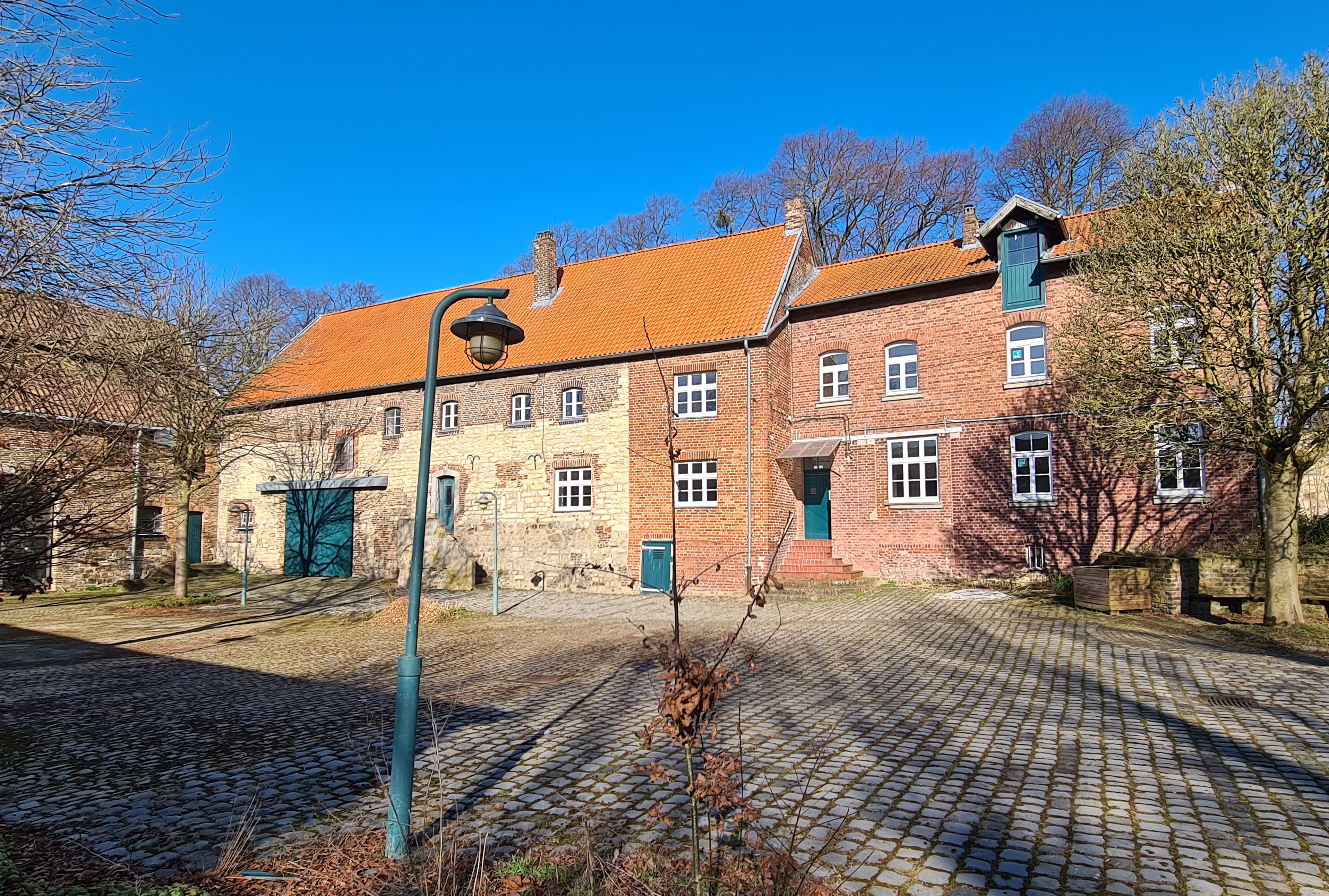
Wirtschaftsgebäude Innenhof
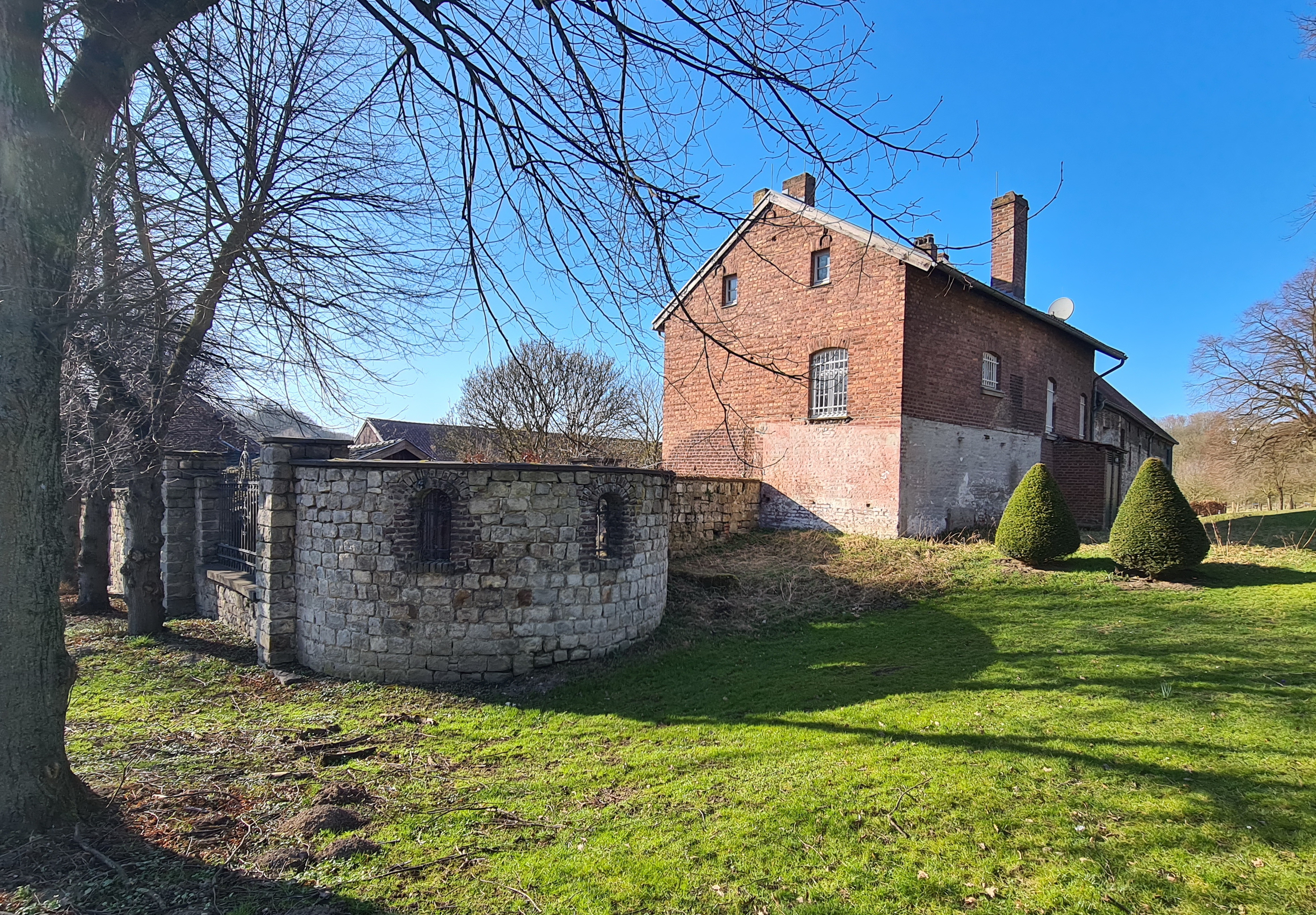
Seitenansicht mit ehemaligem Kapellenbau
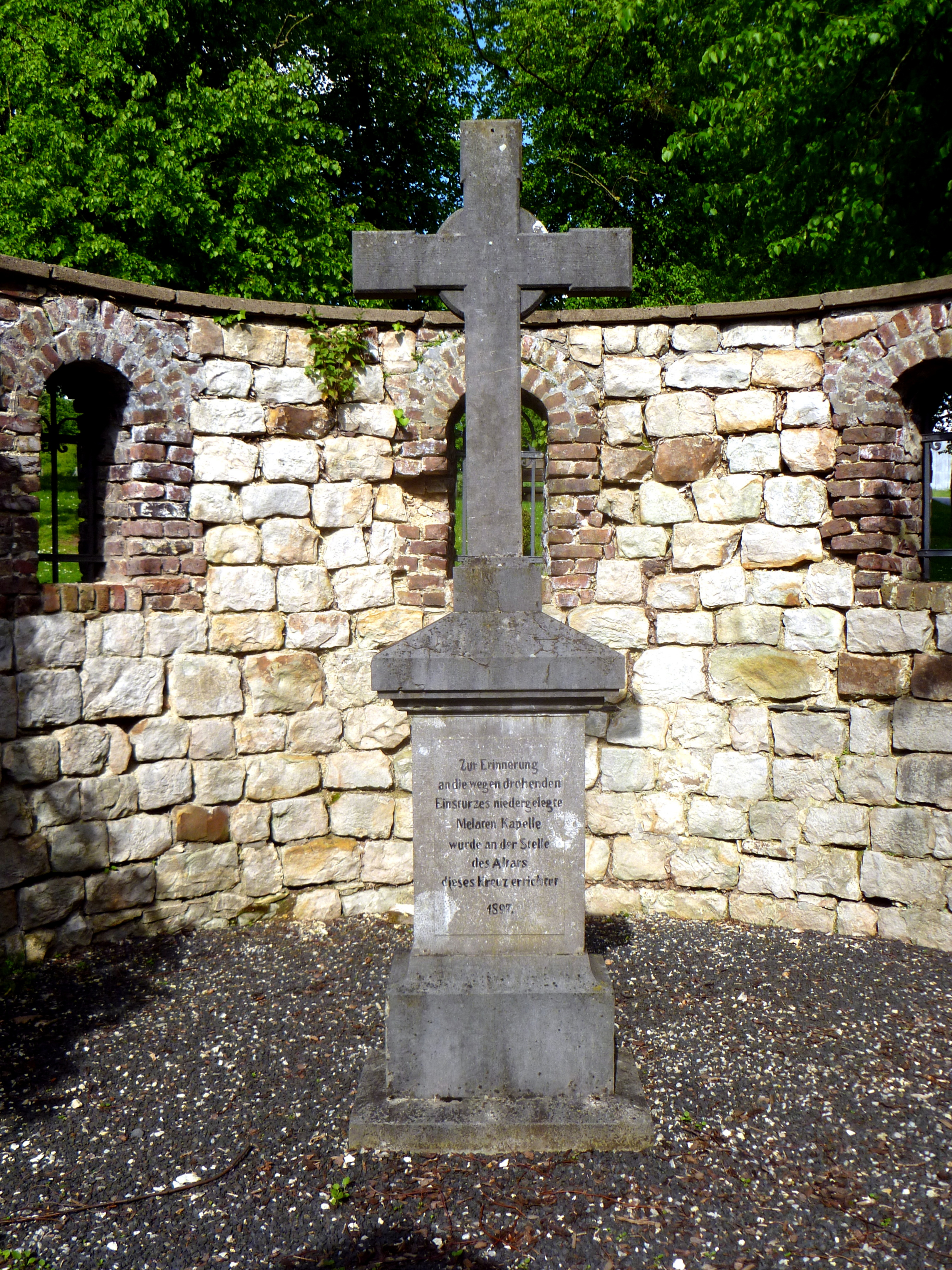
Ersatzkreuz am Platz des Kapellenaltars

### Ausgrabungen und Erkenntnisse

#### Ausgrabungen Schmitz-Cliever und Møller-Christensen (1969 bis 1973)
Durch Ausgrabungen in den Jahren 1969 bis 1973, ausgeführt von Egon Schmitz-Cliever und dem dänischen Mediziner Vilhelm Møller-Christensen, wurde die Funktion der Anlage auf Gut Melaten als Leprastation bestätigt. Die Unterlagen der Grabungen aus dem Nachlass von Schmitz-Cliever, samt einem Teil der gefundenen Skelette, sind bis heute Bestandteil der medizinhistorischen Sammlung des Instituts für Geschichte, Theorie und Ethik der Medizin der Uniklinik Aachen.
Bei diesen Ausgrabungen konnte die Nutzung von Holzsärgen bei den Beisetzungen nachgewiesen werden; aufgrund des stark kalkhaltigen Bodens, waren zwar Objekte organischen Ursprungs (Holz, Textilien) kaum noch auffindbar, doch konnte eiserne Nägel gefunden werden die von der Bestattungspraxis zeugten.

#### Ausgrabungen LVR und Uniklinik RTWH Aachen (1988 bis 1989)

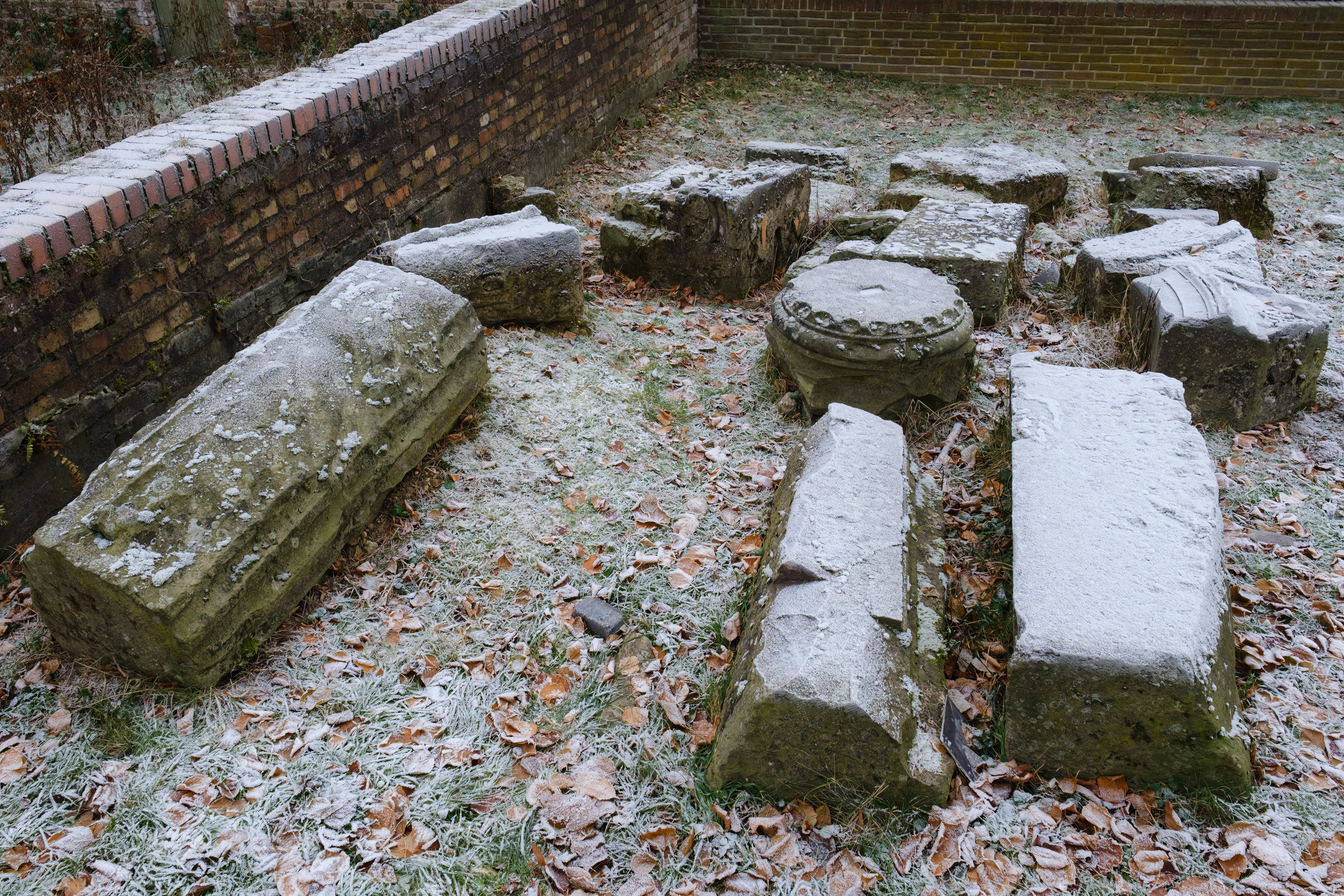
Offen gelagerte Trümmer

Nachfolgend wurden erneut Ausgrabungen von 1988 bis 1989 durch das LVR-Amt für Bodendenkmalpflege in Kooperation mit der Uniklinik Aachen durchgeführt, bei denen 138 menschliche Skelette und weitere Knochen geborgen werden konnten. In Summe wurden zwischen 250 und 300 Menschen auf dem Friedhof bestattet.
Die am 22. Februar 2008 gegründete Melaten-Gesellschaft Aachen e.V. bemüht sich seitdem um die Erhaltung und Pflege des Bau- und Bodendenkmals Melaten und seines gewachsenen natürlichen Umfelds. Einige Ziele der sog. Melatenfreunde sind es,
- langfristig am Ort der ehemaligen Melatenkapelle eine Stätte der Begegnung und Kommunikation zu erschaffen,
- den mittelalterlichen Friedhof wieder in einen würdigen Zustand zu versetzen.

## Besonderheit
Bei Ausgrabungen fand man dort ebenfalls Sonderbestattungen, die darauf hindeuten, dass hier auf dem nahe liegenden Galgenberg Hingerichtete beerdigt wurden. Hinweis hierfür sind die abweichenden Körperhaltungen. Zur Desinfektion und Konservierung der Gebeine der Toten diente der in der Region vorkommende Vijlener Kalk, ein Kalkmergel der Limburger Kreidetafel aus dem Umfeld des Ortes Vijlen.

## Karlsgarten

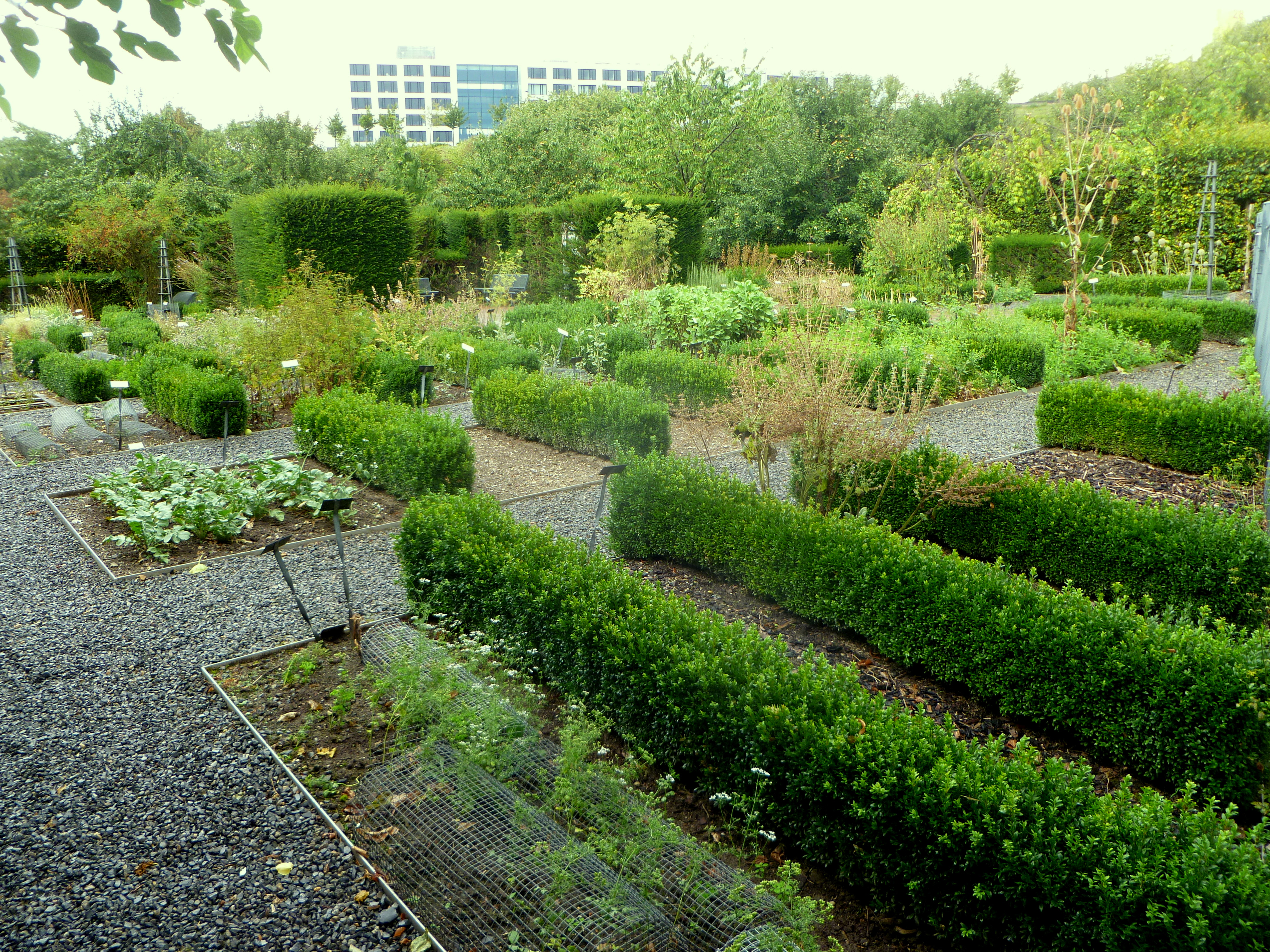
Karlsgarten bei Gut Melaten

Bei Gut Melaten entstand als Teil des Botanischen Gartens Aachen der Karlsgarten nach dem Capitulare de villis vel curtis imperialibus Karls des Großen. In ihrer Bedeutung kommen die Pflanzen des Karlsgartens einer mittelalterlichen Apotheke gleich. Sie waren weniger Nahrungsmittel als vielmehr Heilmittel der Menschen im Mittelalter. Seit 1985 kümmert sich der im gleichen Jahr gegründete Freundeskreis Botanischer Garten Aachen e. V. um die dortigen botanischen Anlagen, der seinen Sitz auf dem Gut Melaten eingerichtet hat.